# Zygmunt Apostoł
Zygmunt Marian Apostoł (ur. 5 czerwca 1931 w Katowicach, zm. 6 sierpnia 2018 w Wiesbaden) – polski aktor, kompozytor i pianista, artysta estradowy. Od 1955 r. do 1958 r. był kierownikiem muzycznym Teatru Satyry i Rozmaitości w Katowicach.

## Muzyka
Absolwent Liceum Muzycznego w Katowicach w klasie fortepianu.
W latach 70. XX wieku zaczął komponować piosenki, a także muzykę baletową i instrumentalną.
Jego utwory wykonywali m.in.:
- Bogdan Czyżewski
- Danuta Rinn
- Andrzej Rosiewicz
- Irena Santor
- Zbigniew Wodecki
- Bogdana Zagórska

### Nagrody
- 1974 – II nagroda w konkursie Polskiego Radia na piosenkę o Warszawie
- 1975 – Nagroda Dziennikarzy na festiwalu w Opolu
- 1978 – II nagroda na Festiwalu Interwizji w Sopocie

## Teatr
W 1960 roku zdał eksternistyczny egzamin aktorski.
Występował kolejno w następujących teatrach (jako aktor i wokalista):
- Teatr Satyry w Katowicach (1955–1958)
- Operetka Śląska w Gliwicach (1959–1960)
- Estrada Szczecińskiej (1960–1961)
- Opera i Operetka Szczecińska (1961–1968)
- Operetka Warszawska (1968–1979)
- Hessiches Staatstheater w Wiesbaden (Niemcy) (1979–2014)

### Spektakle teatralne
Opieka artystyczna
- 1959 – Tysiąc i jedna noc (reż. Witold Zdzitowiecki)
- 1959 – Księżniczka czardasza (reż. Edmund Wayda)
- 1959 – Clivia (reż. Michał Ślaski)

Role teatralne
- 1968 – Nitouche jako Loriot (reż. Juliusz Lubicz-Lisowski)
- 1970 – Miłość szejka jako Kazek (reż. Stanisława Stanisławska-Majdrowicz)
- 1971 – Zemsta nietoperza jako Frosz (reż. Erwin Leister)
- 1972 – My chcemy tańczyć jako Gleb Andriejewicz Siczkin (reż. Mieczysław Daszewski)
- 1973 – Sen nocy letniej jako Puk; Robin (reż. Krzysztof Pankiewicz)
- 1974 – Zamek na Czorsztynie jako Nikita (reż. Maciej Zenon Bordowicz)
- 1974 – Pan Pickwick jako Alfred Jingle (reż. Krystyna Meissner)
- 1975 – Trzej muszkieterowie jako Krętak (reż. Z.M. Bordowicz)
- 1976 – Rose-Marie jako Herman (reż. Jan Kulczyński)
- 1976 – Popłoch wśród dziewcząt jako Sapun Tiufiakin (reż. Igor Barbaszow)

### Teatr Telewizji
- 1970 – Pierwszy interesant
- 1972 – Kaukaskie kredowe koło
- 1975 – Zapalniczka jako kelner
- 1978 – Sobota wieczorem - niedziela rano jako pracownik komendy MO

### Nagrody
- 1967 – Bursztynowy Pierścień w Szczecinie

## Filmografia
- 1964: Rachunek sumienia jako harmonista Józek
- 1966: Bokser jako pijaczek w rodzinnej miejscowości Tolka wołający Mariana
- 1969: Czekam w Monte Carlo jako Ernie Brown, pilot Stotharda
- 1970: Przygody psa Cywila jako oficer dyżurny (odc. 6)
- 1970: Prawdzie w oczy jako członek brygady Klisia
- 1970: Portfel jako nauczyciel Zaremba
- 1970: Mały jako strażnik
- 1970: Hydrozagadka jako kolega Walczaka
- 1971: Trochę nadziei jako brat Janka
- 1971: Samochodzik i templariusze jako żeglarz (odc. 1 i 2)
- 1971: Nie lubię poniedziałku jako artysta
- 1973: Wielka miłość Balzaka jako wierzyciel Balzaca (odc. 2)
- 1975: Jarosław Dąbrowski jako Obsada aktorska
- 1976: 07 zgłoś się jako weterynarz (odc. 4)
- 1977: Lalka jako weteran wojenny (odc. 1 i 2)